# Lojze Kovačič
Lojze Kovačič, slovenski pisatelj, * 9. november 1928, Basel, Švica, † 1. maj 2004, Ljubljana.

## Življenje
Njegov oče, po rodu Slovenec, je leta 1899 odšel po svetu, da bi se naučil krznarstva in krojaštva. Poročil se je z Elizabeth, ki je bila po rodu Nemka in Francozinja, rojena v narodnostno mešanem mestu Saarlouis, na severnem delu nemško-francoske meje. Preselila sta se v Basel, kjer se jima je rodil in preživel svoje otroštvo sin Lojze. Leta 1938, ko so iz Švice izgnali vse prebivalce brez švicarskega državljanstva, se je z družino preselil v Slovenijo. Najprej so živeli v očetovi rojstni vasi Cegelnici pri Novem mestu, potem pa so se preselili na Stari trg v Ljubljani. Tu je obiskoval osnovno šolo, realno gimnazijo in kasneje Pedagoško akademijo (slavistika, germanistika). 1944 je oče umrl, po drugi svetovni vojni so bili njegovi domači izgnani v Avstrijo, kjer je kmalu umrla še mama, on pa je lahko ostal v Sloveniji, vendar je bil ves čas pod udbovskim nadzorom. V tem času je živel v deški sirotišnici oziroma internatu Marijanišče. Danes na tem mestu stoji Dijaški dom Ivana Cankarja. Leta 1948 je odšel v vojsko, kjer je bil kaznovan in obsojen na pol leta kazenskega bataljona. Po odsluženem vojaškem roku je sodeloval pri Mladinski reviji, Besedi, Novem svetu, Perspektivah, Sodobnosti. Zaradi objave prvega nadaljevanja romana Zlati poročnik v Besedi (1957) je bil postavljen pred sodišče, revija pa ukinjena. Po več krajših zaposlitvah (mdr. 1963–67 kot dramaturg v Lutkovnem gledališču Ljubljana) je bil dolgoletni vodja lutkovnega oddelka Pionirskega doma, po izločitvi LG iz njega (1967) pa je ostal lutkovni pedagog in mentor (1963–87), kasneje (1977/8–95) tudi književni pedagog oz. (neformalni) literarni mentor v Pionirskem domu. Njegove lutkovne igrice (mdr. lutkovna nadaljevanka Dogodivščine Petra Strune, ki jo je predvajala TV Ljubljana), so ostale v rokopisu. Kot ustanovitelj in prvi urednik revije Lutka (1966–73) je v seriji člankov sistematično obdelal svoje mentorske izkušnje pri delu z mladimi lutkarji, več let je bil urednik lutkovnega programa šibeniškega festivala otroka.
Proti koncu življenja je bil sprejet v SAZU kot izredni (1997) in redni član (2003) njenega razreda za umetnosti. 
Soproga, Marija Vida Kovačič roj. Sever (1926–78), je bila urednica Pionirskega lista (1949-1976) pri Mladinski knjigi, prav tako urejala je revijo Pionirski list (1949–76). Njun starejši sin je pedagog in univ. profesor Dare Kovačič, mlajši sin pa glasbenik, kantavtor, filozof in pisatelj Jani Kovačič.

## Literarno ustvarjanje
Pisal je pripovedno prozo (črtice, novele, romane) in eseje; pisal je tudi za otroke. Snov je zajemal iz osebnega in družinskega življenja ter iz neposredno doživetega okolja. Najprej je pisal pod vplivom socialnega realizma, a ga je okoli leta 1950 začela zanimati posameznikova duhovna in moralna eksistenca. S tem se je približeval eksistencializmu in modernizmu. Cikel Ljubljanske razglednice je sprožil ostre ideološke ugovore. V njem je upodobil socialne, eksistenčne in moralne stiske malega človeka v povojni Ljubljani.
Po letu 1954 se je začel vračati k motivom svoje družine in mladosti, ki jih je vključil v knjigo Ključi mesta. Nato je napisal knjigo Deček in smrt, v kateri je ob spominu na očetovo smrt oblikoval teme tesnobe, smrti in absurda. To je oblikoval v izrazito modernistični tehniki. V tem slogu je napisal tudi cikel Sporočila v spanju – Resničnost, v katerem je združil simboliko eksistencialnih življenjskih položajev z modernističnimi sanjskimi podobami.
V knjigi Preseljevanja najdemo večino avtobiografskih besedil in obsežen spis Delavnica : šola pisanja, ki je zmes spominov na otroštvo in družino ter esejističnih meditacij.
Po letu 1980 je dosegel vrh z romansiranimi kosi avtobiografije, napisanih v različnih slogih in tehnikah. Knjiga Pet fragmentov je modernistično sporočilo, napisano v 3. osebi, in govori o življenjsko zrelih, erotičnih doživetjih glavne osebe. V knjigi Basel: (Tretji fragment) se pripovedovalec s prijemi Joyceove in Proustove proze vrača "na sledi za izgubljenim časom" v mesto, kjer je preživel svoje otroštvo. Prišleki so obsežna trilogija, v kateri je natančno izrisal otroška in mladostna doživetja pred in med vojno ter v prvih povojnih letih. To delo prerašča v kroniko cele dobe, saj sta v njem natančno prikazana okolje in čas.
Napisal je več besedil za otroške slikanice, med pomembne povojne mladinske pisatelje se je uvrstil s knjigo Zgodbe iz mesta Rič-Rač. Za otroke je začel objavljati najprej v serijskih publikacijah: Ciciban, Ljubljanski dnevnik, Mali veseljak, Mlada njiva, Pionir in Pionirski list. Po vojni ni bilo primarne mladinske književnosti, skratka: mladinskega/otroškega leposlovja ni bilo. Mladinsko/otroško leposlovje med 1918– 1941 pa ni ustrezalo novemu času in kontekstu. Center mladinskega literarnega sistema je postala Založba Mladinska knjiga (ustanovljena 1948), ki je razvijala in poganjala slovensko mladinsko književnost z izdajanjem primarne literature (pesmi, pravljice, pripovedke ..., ilustracije, stripi ipd.), s časopisi (Pionirski list, Pionir, kasneje Mladina) in z revijami (Ciciban 1945–) ter z zbirkami Mladi oder (1945), Sinji galeb (1952), Čebelica (1953), Kondor (1956), Zlata ptica (1956), Najdihojca (1958) itd. Za razvoj področja je bila zaslužna Kristina Brenk, medtem ko je prav pri leposlovju imela odločujoč vpliv urednica Marija Sever, s katero se je Lojze Kovačič poročil leta 1951. Marija Kovačič - Vida (1926–1978) je bila urednica časopisa Pionirski list (1949–1976) pri založbi Mladinska knjiga.https://www.lg-mb.si/f/docs/predstave/LOJZE-KOVACIC-mladinski-pisatelj-lekt..pdf 
Njegova dela so bila prevedena v več jezikov. Njegova pisna zapuščina je praktično v celoti v Narodni in univerzitetni knjižnici v Ljubljani.
Literarna kritika ga uvršča v sam vrh slovenske književnosti, Slovencem je dal opus, kakršnega je dal Francozom Proust, Rusom Tolstoj in Angležem in Ircem Joyce.

Vesna Milek, Delo 1. marca 2003

### Romani
- Ključi mesta (1964) (COBISS)
- Deček in smrt (1. izdaja, 1968; 1. del objavljen v Perspektivah 1961) (COBISS)
- Sporočila v spanju (1972) (COBISS)
- Preseljevanja (1974) (COBISS)
- Resničnost (1976; 1. izšlo 1972 skupaj s Sporočili v spanju) (COBISS) (nova izdaja, 2023)
- Pet fragmentov (1981; nova izd. 2021) (COBISS)
- Prišleki: Pripoved (Del 1-2) (1984; nova izd. 2018) (COBISS)
- Prišleki: Pripoved (Del 3) (1985) (COBISS)
- Sporočila iz sna in budnosti: Opuskule (avtorska antologija, 1987) (COBISS)
- Basel (Tretji fragment) (1989) (COBISS)
- Kristalni čas (1990) (COBISS)
- Deček in smrt (avtorsko predelana izdaja, 1999)
- Otroške stvari (2003) (COBISS)
- Tri ljubezni (vsebinsko zaokrožen avtorski sklop iz Pet fragmentov, 2004) (COBISS)
- Zrele reči (2010, izšlo posmrtno)

### Kratke pripovedi in drugo
- Ljubljanske razglednice (v: Novele, 1954) (COBISS)
- Prah: Dnevnik, zapažanja, reminiscence (1988) (COBISS)
- Vzemljohod (1993) (COBISS)
- Zgodbe s panjskih končnic (1993) (COBISS)
- Delavnica: šola pisanja (1997)
- Literatura ali življenje (avtorska antologija, 1999)

### Mladinska proza
- Novoletna zgodba (1958) (COBISS)
- Zgodbe iz mesta Rič-Rač (1962) (COBISS)
- Rokec na drugem koncu sveta (gramofonska plošča)
- Fantek na oblaku; Dva zmerjavca (1969) (COBISS)
- Potovanje za nosom (1972) (COBISS)
- Možiček med dimniki (1974) (COBISS)
- Najmočnejši fantek na svetu (1977) (COBISS)
- Rdeča kapica (1979) (COBISS)
- Dva zmerjalca /Dva zmerjavca (1979 /2019) (COBISS)
- Zgodba o levih in levčku (1983) (COBISS)
- Zgodbe iz mesta Rič-Rač in od drugod (1994) (COBISS)

## Nagrade in priznanja
- nagrada Prešernovega sklada (1969)
- Župančičeva nagrado (1972 in 1986)
- zlata Linhartova plaketa za gledališko dejavnost (1973)
- Prešernova nagrada (1973)
- nagrada kresnik (prva podeljena, 1991) za najboljši roman (Kristalni čas; tudi kresnik vseh kresnikov, 2016) in 2004 za roman Otroške stvari; nominacija za Vzemljohod (1994) in Zrele reči (2010)
- nagrada Morishigo za najboljšo radijsko igro na mednarodnem festivalu radijskih iger v Tokiu (1993)
- Klemenčičeva nagrada za življenjsko delo na področju lutkarstva (1996)
- član SAZU (izredni 1997, redni 2003)

## Monografije o Lojzetu Kovačiču:
- Interpretacije: Lojze Kovačič (1998, Nova revija; urednik zbornika Tomo Virk)
- Fragmenti o prišleku: Spominska knjiga Lojzeta Kovačiča (2004, MK; ur./izbor Mateja Komel Snoj)
- Lojze Kovačič: življenje in delo (zbornik z mednarodnega simpozija, 2009; uredniški odbor: Gašper Troha, Milena Mileva Blažič, Andrej Leben)
- Jure Šink: Prišleki, Lojze Kovačič  (priročnik za spoznavanje književnih del, 2009)
- Jure Jakob: Otroški pogled: elementi dvoglasja v avtobiografskem pripovedništvu Lojzeta Kovačiča (2010)
- Matevž Kos: O tistem, ki ždi v meni: trije eseji o Lojzetu Kovačiču (2022)